# Пам'ятники Полтави
Перелік скульптурних пам'ятників міста Полтава. Не містить надгробків, пам'ятних дощок та інших малих нескульптурних форм.

## Історія
Першою значною подією, що знайшла відображення в міській скульптурі Полтави стала Полтавська битва (1709). Починаючи з кінця XVIII — початку XIX століття. Полтава стає значним осередком культурного відродження українців — са́ме з цим містом пов'язані життя і творчість багатьох діячів української культури, тут же деякі з них знайшли свій вічний спочинок (могили І. П. Котляревського та В. Г. Короленка впорядковано як окремі міські пам'ятники). Подією національного масштабу стало урочисте відкриття 20 серпня (12 вересня) 1903 року першого в світі пам'ятника Івану Котляревському, на якому був присутній весь цвіт тогочасної української інтелігенції та культури з усіх регіонів проживання української нації, розділеної між європейськими імперіями: Христина Алчевська, Микола Аркас, Дмитро Багалій, Сергій Єфремов, Леонід Жебуньов, Надія Кибальчич, Михайло Комаров, Михайло Кононенко, Михайло Коцюбинський, Микола Лисенко, Панас Мирний, Олександр Олесь, Олена Пчілка, Василь Сімович, Василь Стефаник, Кирило Студинський, Леся Українка, Микола Міхновський та інші.
Наступним значним пам'ятником у місті став полтавський пам'ятник Тарасу Шевченку, який випередив за часом відкриття основний столичний монумент Кобзареві перед Київським національним університетом на 13 років — його було відкрито 1926 року в Петровському парку, навпроти будівлі земства (згодом краєзнавчий музей).
Пам'ятникові Миколі Гоголю (у сквері на розі вулиць Гоголя і Небесної Сотні) пощастило менше — його скульптуру за проєктом відомого скульптора Л. В. Позена виготовлено ще 1915 року, однак встановлено на постаменті лише 1934 року, а вже в наш час у 2000-х ансамбль прилеглого скверу доповнено сумнівної художньої вартості скульптурами за мотивами творів самого Гоголя.
За СРСР у повоєнний час (після ІІ Світової війни) в місті було споруджено низку пам'ятників Леніну (в тому числі основний на площі Леніна, 1960) та меморіалів і пам'ятників на честь учасників німецько-радянської війни, бюсти М. В. Скліфосовського (1979), О. С. Пушкіна (1987).
Загальна демократизація життя, в тому числі і культурного, й здобуття Україною незалежності (1991) відкрили «нову сторінку» в історії висунення ідей і спорудження пам'ятників у Полтаві.

## Пам'ятники
| Назва                                                                                     | Рік встановлення  | Розташування | Фото | Загальні відомості |
| Пам'ятник "1100 років Полтаві"                                                            | 1999              | Встановлений на честь 1100 річчя Полтави на перехресті вулиць Соборності та Сінної |      | |
| Алея медичної слави                                                                       |                   | На території адмінкорпусу УМСА, вул. Шевченка, 25 |      | Алея включає в себе погруддя: Гіппократу, Дельві В. О., Лісовій Н. Д., Личману Г. А., Нежданов М. В., Воробйову В. П., Пирогову М. І., Максимовичу-Амбодіку Н. М., Скрипнікову М. С., Воронянському Г. С., Власенку П. В., Ткаченку С. З., Гофунгу Ю. М., Скліфосовському М. В., Самойловичу Д. С. |
| Бутовському О. Д.                                                                         | 14 жовтня 2006    | На майдані Незалежності, перед стадіоном "Ворскла" |      | Автори - Посполітак М., Шевченко В., В'ялий Ю. |
| Володимиру Вернадському, погруддя                                                         |                   | На території Полтавського державного аграрного університету (вул. Сковороди, 1/3) |      | |
| Володимиру Вернадському, погруддя                                                         | 31 травня 2013    | На території Національного університету «Полтавська політехніка імені Юрія Кондратюка» (проспект Віталія Грицаєнка, 24) |      | Його відкриття відбувалося в межах заходів міжнародної наукової конференції "Вчення В.І. Вернадського і сучасність", яка відбувалася в університеті. |
| Володимиру Короленку, погруддя                                                            |                   | На території Полтавського літературно-меморіального музею Володимира Короленка (вулиця Короленка, 1) |      | |
| Галушці / Полтавській галушці, пам'ятний знак                                             | 1 квітня 2006     | На Соборному майдані на Івановій горі |      | Пам'ятник полтавській галушці відкрито з нагоди дня народження письменника М. В. Гоголя, який оспівав галушку у своїх творах. Пам’ятник вважається одним із символів сучасної Полтави. Автори - народний художник України Чернощоков А. Є. і скульптор Цись М. |
| Миколі Гоголю                                                                             | 1934              | Сквер на вул. Гоголя (на розі з вул. Небесної Сотні) |      | Бронзову скульптуру видатного письменника М. В. Гоголя виготовлено за проєктом скульптора Позена Л. В., який ще у 1915 році подарував її місту. До 1 листопада 1913 р. на спорудження пам'ятника було зібрано достатньо коштів, пам'ятник планувалось встановити перед приміщенням міського театру ім. Гоголя, але в зв'язку з першою світовою війною справу було відкладено. У перші роки Радянської влади місцеве керівництво заборонило ставити пам'ятник "буржуазному" письменнику. Пролежавши майже двадцять років на одному з місцевих складів, у 1934 році вона була встановлена на залізобетонному постаменті заввишки 3,5 м. У 1959 році, до 150-річчя з дня народження Гоголя, було проведено реконструкцію - поліпшено архітектурні форми п'єдесталу, встановлено бронзову дошку з написом. |
| Юрію Кондратюку                                                                           | 20 червня 1997    | Біля Музею космонавтики (проспект Віталія Грицаєнка) |      | Скульптор – В. І. Білоус, архітектор – М. І. Калінін. |
| Котляревського Івана, погруддя                                                            | 1971              | На території Музею-садиби Котляревського |      | У дворі перед меморіальним будинком встановлено пам'ятник Іванові Котляревському роботи народної художниці України Галини Кальченко у вигляді гіпсобетонного погруддя заввишки 1,18 м. на гранітному постаменті 1,34 м. |
| Миколі Вавилову                                                                           | 2006              | |      | |
| Могила Івана Котляревського, обеліск                                                      | 1898              | На розі вулиць Європейської та Раїси Кириченко |      | Монумент являє собою гранітний обеліск з чорного мармуру на фігурному постаменті. На фасадній стороні – барельєфне зображення обличчя І. П. Котляревського в лавровому вінку (відлите учнями земського ремісничого училища). Обеліск був увінчаний хрестом, який у 1938 р. замінили чотиригранним конусоподібним блоком, а на стик перенесли барельєф. Пам'ятник і могила були обнесені металевою огорожею, яку 1967 р. знято. У 1969 р. покладено гранітні підходи. Проведено реставрацію і полірування гранітних площин, відновлено позолоту надписів. |
| Могила Володимира Короленка                                                               | 1962              | На території міського парку культури та відпочинку «Перемога» |      | Видатного письменника та гуманіста поховали 28 грудня 1921 р. на Старому міському кладовищі. Але в зв'язку з закриттям останнього у 1936 р. прах був перенесений на територію Полтавського міського саду. Поруч в 1940 р. поховали його дружину Евдокію Семенівну. У тому ж році розгорнулися роботи по встановленню на могилі письменника пам'ятника. В період Другої світової війни деталі незавершеної споруди були пограбовані. На могилі встановлено надгробок з гранітного моноліту заввишки 2,15 м. Він являє собою брилу червоного граніту, на передній площині якої в бронзовому овалі вміщено барельєфний портрет письменника. Під бронзовим барельєфом - зображення автографа Короленка. |
| Івану Котляревському                                                                      | 30 серпня 1903    | На перетині вулиць Котляревського та Небесної Сотні |      | Пам'ятник (перший в історії) засновнику сучасної української літератури І. П. Котляревському було встановлено 30 серпня (12 вересня) 1903 року. Автори і виконавці пам'ятника — скульптор Л. В. Позен (автор погруддя), архітектор О. Ширшов (автор постаменту), архітектор П. Певний, художник В. Волков і архітектор О. Зінов'єв (виконавці робіт). |
| Нескореним полтавчанам                                                                    | 28 жовтня 1967    | На початку сквера на бульварі І. П. Котляревського (на розі з вулицею Юліана Матвійчука) |      | Пам'ятник Нескореним полтавчанам - на честь підпільної молодіжної групи «Нескорена полтавчанка», що діяла під час німецько-радянської війни (її члени були замучені в катівнях гестапо). Автори - скульптори Л. Г. Жуковська, К. С. Посполитак, Д. Г. Сова та архітектор Віталій Пасічний. |
| Святому Василію (Зеленцову)                                                               | 16 січня 2007     | На подвір'ї собору Макарія Каневського (вул. Лялі Убийвовк) |      | Автори — скульптори Дмитро Коршунов, Валерій Голуб. Архітектор Василь Шулик. |
| Михайлу Остроградському, погруддя                                                         | 2001              | Біля III-го корпусу Полтавського національного педагогічного університету імені Володимира Короленка |      | |
| Семену Антонцю                                                                            | 2008              | На території Полтавського державного аграрного університету (вул. Сковороди, 1/3) |      | |
| «Скорботний ангел» — полеглим захисникам правопорядку, меморіальний комплекс              | 24 вересня 1999   | Навпроти слідчого ізолятора (на розі з вулиці Юліана Матвійчука та перетині з вулиці Просвіти) |      | Меморіальний комплекс, що складається з фігури скорботного ангела з мечем, опущеним додолу, що проткнув безформну подобу вогняного змія-гідри (уособлення лихого), і меморіальних плит з іменами загиблих правоохоронців. У комплекс входить також каплиця Святого Архістратига Михаїла. Меморіальний комплекс відкрили завдяки сприянню тодішнього президента України Л. Д. Кучми. |
| Скліфосовському Миколі, погруддя                                                          | 1979              | На території Полтавської обласної лікарні (вул. Шевченка, 23) |      | Автор - скульптор М. О. Чернецький. Являє собою гранітне погруддя заввишки 1,6 м. на постаменті заввишки 2,4 м. з меморіальним написом. |
| Слави, монумент                                                                           | 27 червня 1811    | В центрі Круглої площі |      | У гранітному постаменті монумента вмонтовано 18 гармат (10 — з Полтавської фортеці, 8 - з Переволочної). Верхня площина огороджена литою чавунною граткою, декоративні стояки якої виконано у вигляді вкладених у піхви мечів, обернених клинком до землі, що символізувало завершення військових дій. Грані постаменту прикрашають горельєфні бронзові композиції з римською військовою атрибутикою. У центрі композиції з південно-східного та північно-західного боків — великі бронзові кільця у вигляді змій, що тримають себе за хвіст, так зване «кільце повернення» - алегорія вічності і повторюваності світу. У кільці на південно-східній грані позначена дата Полтавської битви: «июня 27-го 1709 года». На протилежному боці: «Окончен в 1809 году».                                      |
| Пам'ятник коменданту фортеці Олексію Келіну                                               | 7 червня 1909     | На розі Першотравневого проспекту і вулиць Шевченка та Садової |      | Пам'ятник славним захисникам Полтави і коменданту фортеці полковнику О. С. Келіну було відкрито до 200-річчя Полтавської битви, на тому місці, де колись проходила фортечна стіна і знаходилися Мазурівські ворота - саме тут відбувалися бої 21-22 червня 1709 р. Висота пам'ятника — 8,8 м. До 1918 р. пам'ятник увінчувала бронзова скульптура двоголового орла. В роки окупації були вивезені до Німеччини бронзова фігура лева, герб, дошки. У 1947-1949 рр. заново відлиті у Ленінграді і встановлені, збільшено висоту пам'ятника. Автори — скульптор О. Л. Обер і архітектор О. О. Більдермінг. Планують демонтувати. |
| Пам’ятний знак полеглим воїнам – студентам і працівникам сільськогосподарського інституту |                   | На території Полтавського державного аграрного університету (вул. Сковороди, 1/3) |      | |
| Солдатської Слави, меморіальний комплекс                                                  | 1969              | У парку ім. Івана Котляревського |      | Його авторами виступила група полтавських скульпторів і архітекторів, серед яких Лев Вайнгорт, Ігор Мезенцев, Георгій Кислий. Нині площа меморіалу займає близько 1 гектару. В центрі меморіалу - тригранний обеліск з граніту висотою 22 метри. |
| Пам'ятник полеглим воїнам-землякам                                                        |                   | У сквері по вул. Війська Запорозького |      | |
| Пам'ятник Скорботній матері                                                               | 1970              | У парку Скорботної матері |      | На високому земляному кургані округлої форми (висотою до 3-х м.) та діаметром до 30 м. на низькому гранітному цоколі заввишки до 50 см. встановлена прямокутна стіна висотою до 2,5 м., складена з двох гранітних дрібнобучардинових блоків рожево-сірого забарвлення. На одному з блоків виступає вперед зграя в тому ж граніті величезна жіноча голова зі строгими лаконічними рисами обличчя зі скорботою. Голова з довгою шиєю лежить на кубічній формі такого ж дрібнобучардованого гранітного блоку. На правому блоці врізані тонким контррельєфом слова: «Пам'ять про Вас у наших серцях», а на нижньому гранітному блоці напис також контррельєфом: «Загиблим радянським громадянам». |
| Українським загиблим козакам                                                              | 1994              | На Панянському бульварі |      | Автори проєкту — скульптор В. Білоус, художник В. Батурин. На вершині пам'ятника — величезний козацький хрест, лаконічний напис: «Українським загиблим козакам». Біля підніжжя символічного кургану — два бунчуки. Часто до підніжжя пам'ятника покладаються квіти нашим землякам як вияв шани та поваги до славного минулого своїх предків, славних козаків. Містить масонське «Всевидяче око» яке, попри відсутність жодних подібних символів на історичній козацькій символіці, згідно легенди встановлювачів нібито «містилося на хоругвах». |
| Чорнобильської трагедії, пам'ятний знак                                                   | 1996              | Перед Українською Медичною Стоматологічною академією (вул. Європейська) |      | Пам'ятний знак на честь Чорнобильської трагедії споруджено з нагоди її 10-річниці в 1996 році. Автори пам'ятного знаку — скульптор В. Білоус та архітектор М. Юхименко. |
| Чурай Марусі / Українській пісні, пам'ятний знак                                          | 14 квітня 2006    | Перед Полтавським академічним обласним музично-драматичним театром імені Миколи Гоголя на Театральній площі (на вул. Небесної Сотні, 23) |      | Символічний монумент на честь української народної пісні, втілений у постаті напівлегендарної талановитої створювачки пісень Марусі Чурай. Автори - полтавський митець, народний художник України Анатолій Чернощоков і скульптор Андрій Коришев. |
| Тарасу Шевченку                                                                           | 12 березня 1926   | У Петровському парку, навпроти Полтавського краєзнавчого музею |      | Пам'ятник споруджено за проектом скульптора І.П.Кавалерідзе із залізобетону. Оригінальність пам'ятника у стилі виконання - конструктивізм. |
| Пам'ятник свиням                                                                          | 1970              | Перед інститутом свинарства (вул. Шведська Могила) |      | Автор — скульптор Олександр Корнієнко. |
| Пам'ятник працівникам водоканалу                                                          | 10 жовтня 2020    | Парк "Сонячний" імені Євгенія Браха |      | Автор — скульптор Дмитро Коршунов. Це подарунок місту від КП ПОР «Полтававодоканал» на честь 120-річчя з дня заснування підприємства. |
| Пам'ятник Борису Мартосу                                                                  | 21 вересня 2007   | Перед будівлею Полтавського університету економіки і торгівлі |      | Пам'ятник відкрито на виконання Указу Президента Україні від 16 травня 2005 р. і рішення Полтавської міської ради від 11 вересня 2007 р. Скульптор - Микола Посполітак. |
| Князю Ярослава Мудрого, погруддя                                                          |                   | Біля фасаду Національної Юридичної Академії України імені Ярослава Мудрого |      | |
| Пам'ятник шведам від росіян                                                               | 1909              | Біля перехрестя вул. Зіньківська та Шведська Могила |      | Пам'ятник споруджений на полі Полтавської битви, на місці, де проходила лінія розташування шведської армії перед вирішальним, другим етапом битви. |
| Закоханим лелекам                                                                         | 2008              | Перед РА Шевченківського району (вул. Івана Мазепи) |      | Два закоханих лелеки зроблені з металу. Автор - народний художник України Анатолій Чорнощоков - посадив їх в імпровізованому металевому гнізді на колоні. Пам'ятник знаходиться поруч з одним із РАЦСів міста. У відкритті пам'ятника брали участь три подружні пари, які біля лелек стали на весільний рушник. |
| Граніт науки                                                                              | 27 листопада 2009 | На території студмістечка Полтавського національного технічного університету ім. Ю.Кондратюка (ПНТУ) |      | Автори — Олександр Рябко та Лілія Цимбал. |
| Гетьману Івану Мазепі                                                                     | 7 травня 2016     | На Соборному майдані біля Свято-Успенського кафедрального собору |      | Автори — скульптор Микола Білик та архітектор Віктор Шевченко. Пам'ятник являє собою повноцінну бронзову скульптуру Мазепи у сидячому положенні, вага бронзового монумента складає 2,5 тонни, а висота — 3,20 метра. При цьому вартість скульптури оцінюється в майже 2 млн. гривень. |
| Синам Полтавщини, які загинули в Афганістані                                              | 1997              | У парку воїнів-інтернаціоналістів (мікрорайон Алмазний) |      | Автори пам'ятника – відомий в Україні архітектор Віктор Шевченко та Анатолій Лисенко. |
| Раїсі Кириченко                                                                           | 13 жовтня 2012    | Поблизу адмінбудівлі ОДТРК «Лтава» (вул. Раїси Кириченко, 1-А) |      | Автори — архітектор Юрій Олійник та скульптор Микола Цись. Церемонія відкриття відбулася 13 жовтня 2012 року напередодні свята Покрови Пресвятої Богородиці та Дня народження співачки. |
| Пам'ятник головному архітектору Полтави Леву Вайнгорту                                    | 28 листопада 2021 | Поряд з будівлею на вул. Капітана Володимира Кісельова, 1 — за Полтавською ОДА, біля адмінбудівлі, в якій розташовуються, зокрема, Господарський суд Полтавської області та департамент будівництва ПОДА. Раніше в цій будівлі містився виконавчий комітет, де і працював Лев Вайнгорт |      | Скульптура архітектора виконана з бронзи, а біла колона, на яку він спирається — із залізобетону. Фігуру Вайнгорта виготовили висотою у 184 см, він зображений у піджаку, з краваткою та кульковими ручками у кишені. Висота колони — 317 см. Уся композиція розташована на невеликому п'єдесталі та відтворює одну з відомих фотографій Вайнгорта на Білій Альтанці, що була опублікована у книзі «Провінційний архітектор» Бориса Тристанова. Загальна вартість усього проекту оцінюється у півмільйона гривень. Автори пам'ятника — скульптори Дмитро Коршунов та Валерій Голуб та архітектори Артур Ароян та Василь Шулик. |
| Григорію Сковороді                                                                        | 7 квітня 2023     | Перед входом до Premier Hotel Palazzo |      | Скульптор Володимир Цісарик. |
| "Бобер-аеророзвідник"                                                                     | 21 листопада 2024 | Поблизу театру ляльок. |      | Скульптуру встановлено на честь Юліана Матвійчука "Бобер". |
| Григорію Сковороді                                                                        | 25 грудня 2024    | Сквер біля Малої академії мистецтв. |      | Скульптура Григорія Сковороди виготовлена з бронзи. Автор скульптури – народний художник України Катіб Мамедов.Урочисте відкриття відбулося 25 грудня 2024 року на день Різдва Христового. |

## Колишні пам'ятники
| Назва                                 | Дата встановлення | Дата знесення  | Розташування                                                                | Фото | Короткі відомості |
| Йосифу Сталіну                        | 1951              | 1956           | Площа Дзержинського (нині — вулиця Капітана Володимира Кісельова)           |      | Автор — архітектор Л. С. Вайнгорт. Спочатку пам'ятник являв собою бетонну скульптуру Сталіна, встановлену на 12-гранному постаменті з дерев'яного каркаса, заштукатуреного бетоном. Через рік каркас підгнив, що привело до перекосу пам'ятника. Постамент був замінено на бетонні кільця, засипані піском та заштукатурені бетоном. Демонтований у 1956 році під час розвінчання «культу особи Сталіна». |
| Володимиру Леніну (Ульянову)          | 22 квітня 1960    | 21 лютого 2014 |                                                                             |      | Автори — скульптор Л. Ю. Кербель та архітектори О. М. Душкін і Л. С. Вайнгорт. Пам'ятник являв собою бронзову скульптуру Леніна, встановлену на постаменті з чорного полірованого лабрадориту (загальна висота — 8,9 м). Повалений 21 лютого 2014 року активістами місцевого Євромайдану. Потім на постаменті було встановлено український прапор і він фактично являв собою пам'ятний знак Небесній сотні. Після реконструкції скверу пам'яті Героїв України (колишньої площі Леніна) влітку 2021 року старий залишок постаменту було демонтовано, а на його місці встановлено 50-метрову щоглу, на якій із 23 серпня 2021 майорить прапор України розмірами 12×8 м |
| Ватутіну Миколі                       | 21 вересня 2013   | 27 липня 2023  | На розі вулиць Української Повстанської Армії та Соборності                 |      | Автори - М.К.Китаулін, М.В.Авраменко. Спочатку (в 1971 році) встановлений на території колишнього Полтавського вищого зенітного ракетного командного училища імені генерала армії М.Ф.Ватутіна. |
| Пушкіну Олександру                    | 6 липня 1987      | 27 липня 2023  | Березовий гай                                                               |      | Автори — скульптор М. Коган, архітектори В. Вадимов і Г. Зільберблик. Пам'ятник являє собою бюст на гранітному постаменті (загальна висота — 4,5 м) |
| Зигіну Олексію                        | 1957              | 4 серпня 2023  | Площа Київська (перехрестя вулиць Тролейбусна, Зіньківської та Соборності)  |      | Автори — скульптори Кербель Л. Ю., Цигаль В. Ю., архітектор Захаров О. Д. |
| Статуя Петра I                        | 1915              | 25 лютого 2025 | Майданчик перед входом до Музею Полтавської битви, вул. Шведська Могила, 32 |      | |
| Пам'ятник на місці відпочинку Петра І | 1849              | 1 квітня 2025  | Біля Спаської церкви, на розі вул. Спаської і Пилипа Орлика                 |      | |

## Виноски
1. ↑  1100 років Полтаві. mistaua.com (укр.). Процитовано 18 вересня 2023.
2. ↑  Гриценко, А. А. (2024). Теоретична спадщина, логіка історії та сучасність. Збірник матеріалів міжнародної наукової конференції «Другі Гальчинські читання» (Київ, 31 жовтня 2024 р.). Національний інститут стратегічних досліджень. doi:10.53679/niss-confproceed.2024.01.
3. ↑  Пам'ятник полтавській галушці. mistaua.com (укр.). 3 лютого 2021. Процитовано 18 вересня 2023.
4. ↑  Гоголю Миколі Васильовичу пам’ятник. mistaua.com (укр.). Процитовано 18 вересня 2023.
5. ↑  ПАМ’ЯТНИЙ ЗНАК Ю.В. КОНДРАТЮКУ І ПОЛТАВА. Полтавський музей авіації і космонавтики (укр.). 20 червня 2020. Процитовано 18 вересня 2023.
6. ↑  Могила Івана Котляревського. www.visitpoltava.com. Процитовано 18 вересня 2023.
7. ↑  Могила Володимира Короленка. www.visitpoltava.com. Процитовано 19 вересня 2023.
8. ↑  Нескореним полтавчанам М. В. Пам'ятник // Полтавщина:Енциклопедичний довідник (За ред. А. В. Кудрицького). — К.: УЕ, 1992. — С. 584.
9. ↑  Скліфосовському М. В. Пам'ятник // Полтавщина:Енциклопедичний довідник (За ред. А. В. Кудрицького). — К.: УЕ, 1992. — С. 872.
10. ↑  Монумент слави. mistaua.com (укр.). Процитовано 18 вересня 2023.
11. ↑  Пам’ятник захисникам Полтави (Олексію Степановичу Келіну). mistaua.com (укр.). Процитовано 18 вересня 2023.
12. ↑  Меморіальний комплекс солдатської слави. www.visitpoltava.com. Процитовано 18 вересня 2023.
13. ↑  Братская могила жертв фашизма, памятник «Скорбящая мать». histpol.pl.ua. Процитовано 18 вересня 2023.
14. ↑  Пам’ятник загиблим українським козакам. www.tourism.poltava.ua. Полтава Туристична. Процитовано 1 липня 2018.
15. ↑  Водонапірну башту змінив пам'ятник козакам. Архів оригіналу за 4 лютого 2017. Процитовано 4 листопада 2018.
16. ↑  Пам'ятник Марусі Чурай. mistaua.com (укр.). Процитовано 18 вересня 2023.
17. ↑  Шевченко Тарасу Григоровичу пам’ятник. mistaua.com (укр.). Процитовано 18 вересня 2023.
18. ↑  У Полтаві з'явився перший пам’ятник працівникам водоканалу. Лента новостей Полтавы. 10 жовтня 2020. Процитовано 18 вересня 2023.
19. ↑  У Полтаві з’явився перший пам’ятник працівникам водоканалу. www.vodokanal.poltava.ua. Процитовано 18 вересня 2023.
20. ↑  Петренко, М. В. Аліман, С. А. Сидорович; за ред. д.і.н., проф. І. М. Сквер Бориса Мартоса в Полтаві. Історія у світлинах. Бібліотека ПУЕТ (укр.). Процитовано 18 вересня 2023.
21. ↑  Пам‘ятник шведам від росіян. mistaua.com (укр.). Процитовано 18 вересня 2023.
22. ↑  Граніт науки. mistaua.com (укр.). Процитовано 18 вересня 2023.
23. ↑  Інформаційне агентство «Українські Новини»
24. ↑  У Полтаві відкрили пам’ятник гетьману Мазепі. Українська правда (укр.). Процитовано 18 вересня 2023.
25. ↑  Долгая дорога в Полтаву памятника афганцам. Інтернет-видання «Полтавщина» (укр.). 24 квітня 2012. Процитовано 18 вересня 2023.
26. ↑  Пам'ятник Раїсі Кириченко відкрили у Полтаві. Архів оригіналу за 14 травня 2018. Процитовано 13 травня 2018.
27. ↑  Дарина Синицька (28 листопада 2021). У Полтаві відкрили пам’ятник архітектору Леву Вайнгорту. poltava.to. Полтавщина. Архів оригіналу за 19 грудня 2023. Процитовано 5 травня 2024.
28. ↑  У Полтаві урочисто відкрили скульптуру Григорія Сковороди.
29. ↑  У Полтаві відкрили мініскульптуру бобра-аеророзвідника на честь полеглого Героя Юліана Матвійчука. Інтернет-видання «Полтавщина» (укр.). 21 листопада 2024. Процитовано 28 листопада 2024.
30. ↑  Ольга, Семенко (27 листопада 2024). У Полтаві встановлюють пам’ятник Григорію Сковороді. Усі новини Полтави. Видання «Полтавська думка» (укр.). Процитовано 28 листопада 2024.
31. ↑  На Різдво в Полтаві відкрили пам’ятник мандрівному філософу Григорієві Сковороді – Новини Полтавщини (укр.). 25 грудня 2024. Процитовано 25 грудня 2024.
32. ↑  http://profidom.com.ua/mnenija/kolonka-glavnogo-redaktora/15587-kak-byl-ustanovlen-i-snyat-pamyatnik-stalinu-v-poltave
33. ↑  Леніну В. І. Пам'ятники // Полтавщина:Енциклопедичний довідник (За ред. А. В. Кудрицького). — К.: УЕ, 1992. — С. 465.
34. ↑  Інтернет-видання «Полтавщина»
35. ↑  У Полтаві почали демонтаж пам'ятника відпочинку Петра І. kolo.news (укр.). Процитовано 1 квітня 2025.